# Albo d'oro della Challenge League
Questa voce contiene l'albo d'oro della Challenge League, ossia l'elenco delle squadre vincitrici del campionato svizzero di calcio di seconda divisione.

## Serie B
- 1898-1899  Cantonal Losanna
- 1899-1900  Winterthur
- 1900-1901  Fortuna Basilea
- 1901-1902  Grasshoppers II
- 1902-1903  Zurigo II
- 1903-1904 sconosciuto
- 1904-1905 sconosciuto
- 1905-1906  Montriond Losanna II
- 1906-1907 sconosciuto
- 1907-1908 sconosciuto
- 1908-1909 sconosciuto
- 1909-1910 sconosciuto
- 1910-1911 sconosciuto
- 1911-1912 sconosciuto
- 1912-1913  Blue Stars Zurigo
- 1913-1914  Veltheim Winterthur
- 1914-1915  Atlétique Ginevra
- 1915-1916 sconosciuto
- 1916-1917  Neumünster Zurigo
- 1917-1918  Lucerna
- 1918-1919 sconosciuto
- 1919-1920  Nordstern II

Nel 1920-1921 la Serie B non esprime un vincitore assoluto.

## Serie Promozione
Nel 1921-1922 la Serie Promozione non esprime un vincitore assoluto.
- 1922-1923  Veltheim Winterthur

Dal 1924 al 1930 la Serie Promozione non esprime un vincitore assoluto.

## Seconda Lega
- 1930-1931 sconosciuto

## Prima Lega
- 1931-1932  Losanna
- 1932-1933  Young Boys
- 1933-1934  Kreuzlingen
- 1934-1935  San Gallo
- 1935-1936  Lucerna
- 1936-1937  Grenchen
- 1937-1938  La Chaux-de-Fonds
- 1938-1939  San Gallo
- 1939-1940  Basilea
- 1940-1941  Zurigo
- 1941-1942  Basilea
- 1942-1943  La Chaux-de-Fonds
- 1943-1944  Bellinzona

## Lega Nazionale B
- 1944-1945  Locarno
- 1945-1946  Basilea
- 1946-1947  Zurigo
- 1947-1948  Urania Ginevra
- 1948-1949  San Gallo
- 1949-1950  Cantonal Neuchâtel
- 1950-1951  Grasshoppers
- 1951-1952  Friburgo
- 1952-1953  Lucerna
- 1953-1954  Lugano
- 1954-1955  Urania Ginevra
- 1955-1956  Winterthur
- 1956-1957  Bienne
- 1957-1958  Zurigo
- 1958-1959  Winterthur
- 1959-1960  Friburgo
- 1960-1961  Lugano
- 1961-1962  Chiasso
- 1962-1963  Sciaffusa
- 1963-1964  Lugano
- 1964-1965  Urania Ginevra
- 1965-1966  Winterthur
- 1966-1967  Lucerna
- 1967-1968  Winterthur
- 1968-1969  Wettingen
- 1969-1970  Sion
- 1970-1971  San Gallo
- 1971-1972  Chiasso
- 1972-1973  Neuchâtel Xamax
- 1973-1974  Lucerna
- 1974-1975  Bienne
- 1975-1976  Bellinzona
- 1976-1977  Étoile Carouge
- 1977-1978  Nordstern
- 1978-1979  La Chaux-de-Fonds
- 1979-1980  Bellinzona
- 1980-1981  Vevey
- 1981-1982  Winterthur
- 1982-1983  La Chaux-de-Fonds
- 1983-1984  Winterthur
- 1984-1985  Grenchen
- 1985-1986  Locarno
- 1986-1987  Grenchen

Dal 1988 al 1995 la Lega Nazionale B non esprime un vincitore assoluto.
- 1995-1996  Kriens
- 1996-1997  Étoile Carouge
- 1997-1998  Young Boys
- 1998-1999  Wil
- 1999-2000  Bellinzona
- 2000-2001  Young Boys
- 2001-2002  Wil
- 2002-2003  Vaduz

## Challenge League
| Stagione  | Vincitore       | Secondo posto   | Spareggio     |
| 2003-2004 | Sciaffusa       | Vaduz           | dettagli      |
| 2004-2005 | Yverdon         | Vaduz           | dettagli      |
| 2005-2006 | Lucerna         | Sion            | dettagli      |
| 2006-2007 | Neuchâtel Xamax | Bellinzona      | dettagli      |
| 2007-2008 | Vaduz           | Bellinzona      | dettagli      |
| 2008-2009 | San Gallo       | Lugano          | dettagli      |
| 2009-2010 | Thun            | Lugano          | dettagli      |
| 2010-2011 | Losanna         | Servette        | dettagli      |
| 2011-2012 | San Gallo       | Aarau           | dettagli      |
| 2012-2013 | Aarau           | Bellinzona      | non disputato |
| 2013-2014 | Vaduz           | Lugano          | non disputato |
| 2014-2015 | Lugano          | Servette        | non disputato |
| 2015-2016 | Losanna         | Neuchâtel Xamax | non disputato |
| 2016-2017 | Zurigo          | Neuchâtel Xamax | non disputato |
| 2017-2018 | Neuchâtel Xamax | Servette        | non disputato |
| 2018-2019 | Servette        | Aarau           | dettagli      |
| 2019-2020 | Losanna         | Vaduz           | dettagli      |
| 2020-2021 | Grasshoppers    | Thun            | dettagli      |
| 2021-2022 | Winterthur      | Sciaffusa       | dettagli      |
| 2022-2023 | Yverdon         | Losanna         | dettagli      |
| 2023-2024 | Sion            | Thun            | dettagli      |
| 2024-2025 | Thun            | Aarau           | dettagli      |

Sono indicate in grassetto le squadre promosse in Super League.